# Chlorochaeta biplaga
Chlorochaeta biplaga är en fjärilsart som beskrevs av Walker 1861. Chlorochaeta biplaga ingår i släktet Chlorochaeta och familjen mätare. Inga underarter finns listade i Catalogue of Life.